# یوجی موری‌یاما
یوجی موری‌یاما (انگلیسی: Yuji Moriyama؛ زادهٔ ۶ ژانویهٔ ۱۹۶۰) پویانما، کارگردان فیلم، کارگردان پویانمایی، هنرمند داستان، فیلم‌نامه‌نویس، و کارگردان فیلم اهل ژاپن است.